# Palacio de Revillagigedo
El palacio de Revillagigedo (o del Marqués de San Esteban de Natahoyo) es un palacio de la ciudad asturiana de Gijón (España). Ubicado en el barrio de Cimadevilla, forma un único conjunto con la colegiata de San Juan. Es una muestra notable de la arquitectura palaciega asturiana del siglo XVIII. En 1974 fue declarado Bien de Interés Cultural. 
Tanto el palacio como la Colegiata de San Juan pertenecen a la Fundación Bancaria Caja de Ahorros de Asturias y albergan el Centro Cultural Liberbank Palacio de Revillagigedo.

## Historia
La creación del edificio se debe a Carlos Miguel Ramírez de Jove, primer marqués de San Esteban de Natahoyo (título nobiliario otorgado por Felipe V el 20 de marzo de 1708), quien lo mandó construir en 1704 aprovechando la torre medieval de estilo gótico (siglo XV) preexistente. Es conocido como Palacio de Revillagigedo porque en la misma familia que lo construyó recayó posteriormente el título de condes de Revillagigedo. La obra finalizó en 1721, y estuvo bajo la dirección de Francisco Menéndez Camina, quien también proyectó el Palacio de Camposagrado de Avilés.

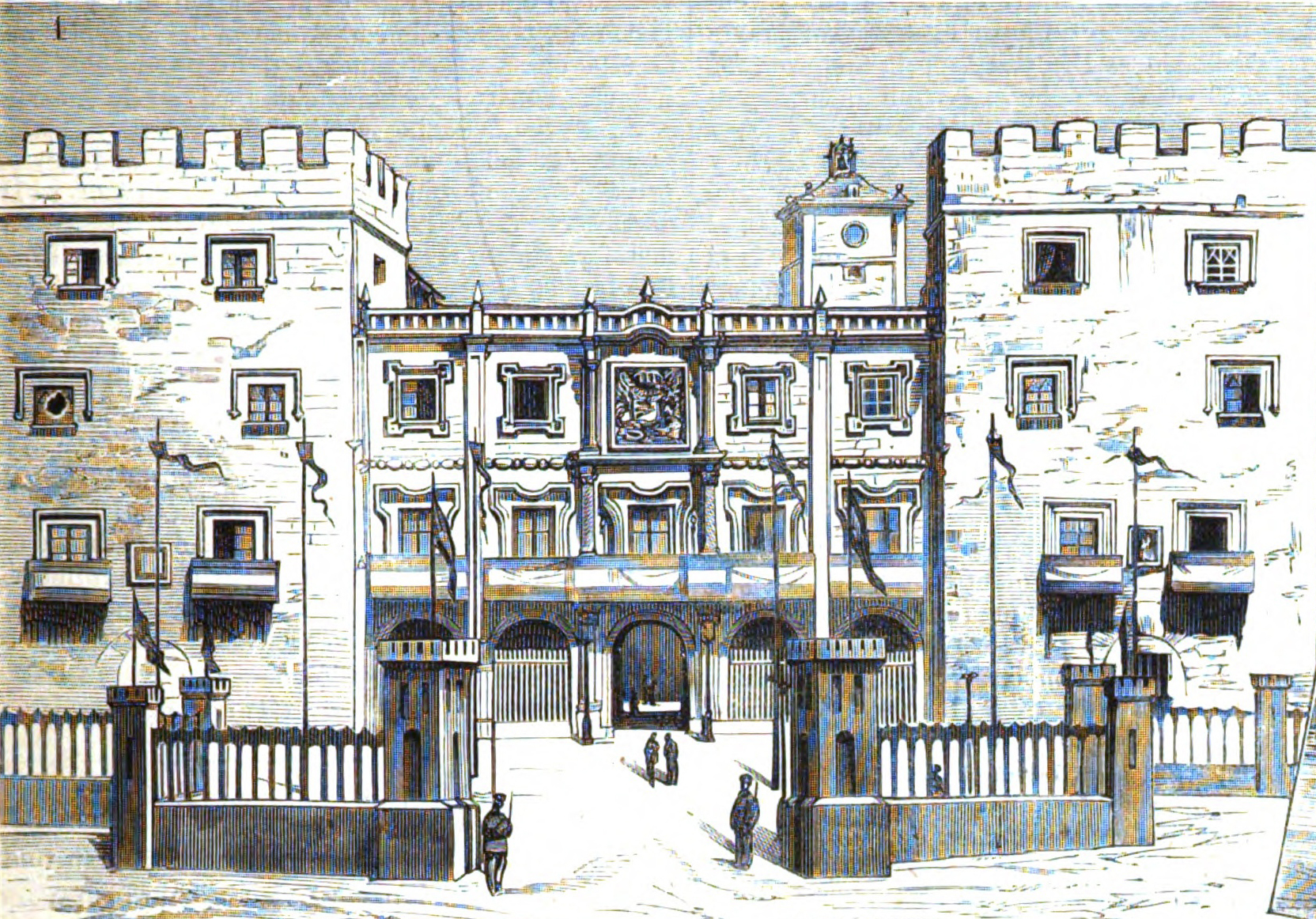
Fachada del palacio en un grabado de la segunda mitad del

El edificio, de estilo barroco, está compuesto por dos torres almenadas de cuatro alturas, una más antigua (derecha según se mira la fachada) y la otra construida para mantener la simetría, y un cuerpo central de tres alturas que une las torres y que realza la fachada.

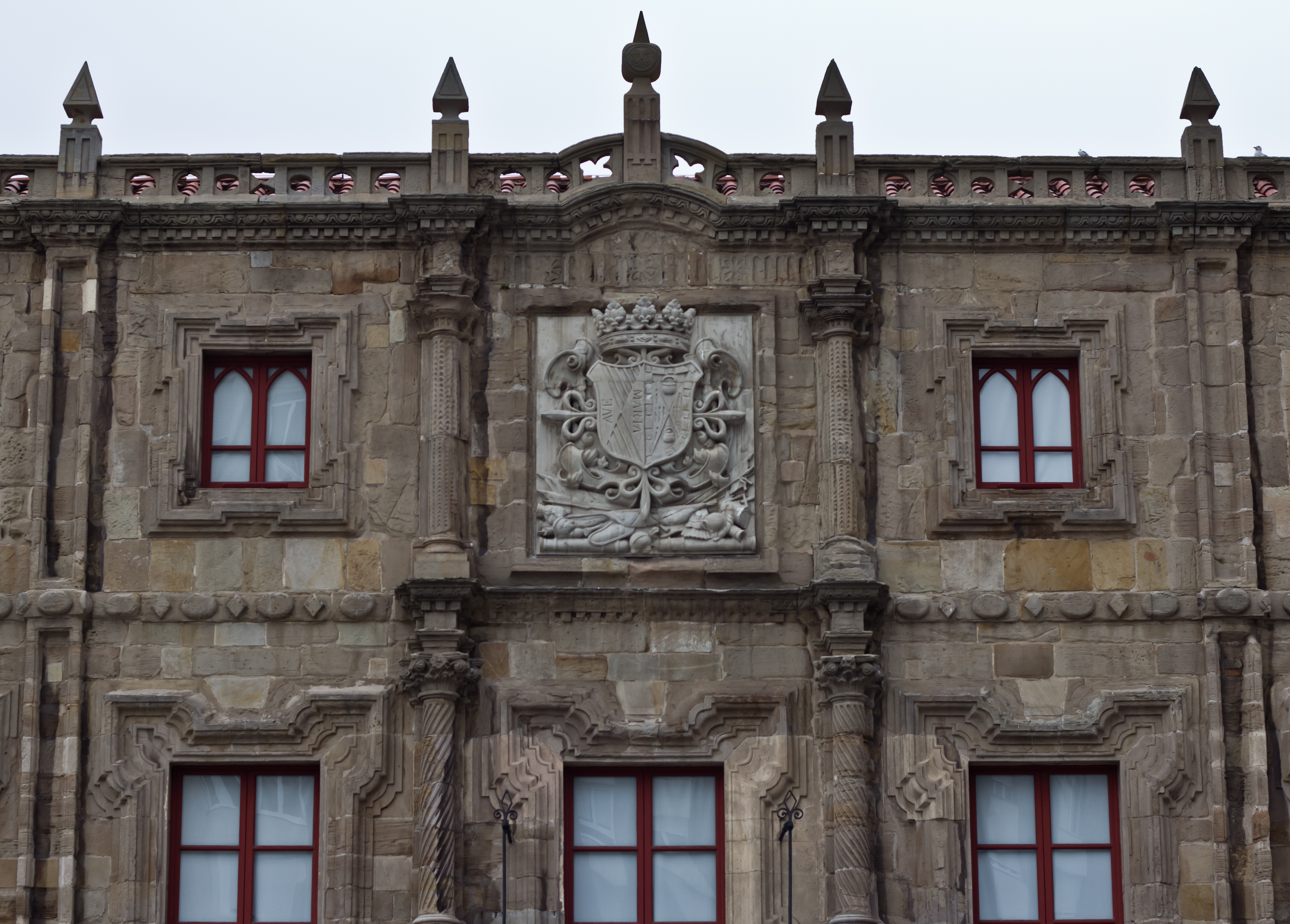
Detalle de la fachada, con el escudo heráldico en el centro.

Contrasta en el palacio la austeridad y solidez de las torres con la abundancia decorativa del centro. Esta parte está dividida en cinco calles, partiendo de la planta baja. En ella se encuentran los cinco arcos que conforman una galería porticada, cuyas columnas exteriores se prolongan por la fachada del edificio hacia el tejado y separan las calles. La central es ligeramente más ancha, y se articula con columnas jónicas en la planta baja, de orden compuesto en el primer piso y de tipo toscano en el segundo. Entre estas últimas se dispone el escudo, bajo una cornisa ligeramente curvada. El primer piso constituye la parte noble, con cinco ventanas con balconada. En el interior se abre un patio central de planta cuadrangular, organizado en torno a ocho columnas toscanas.

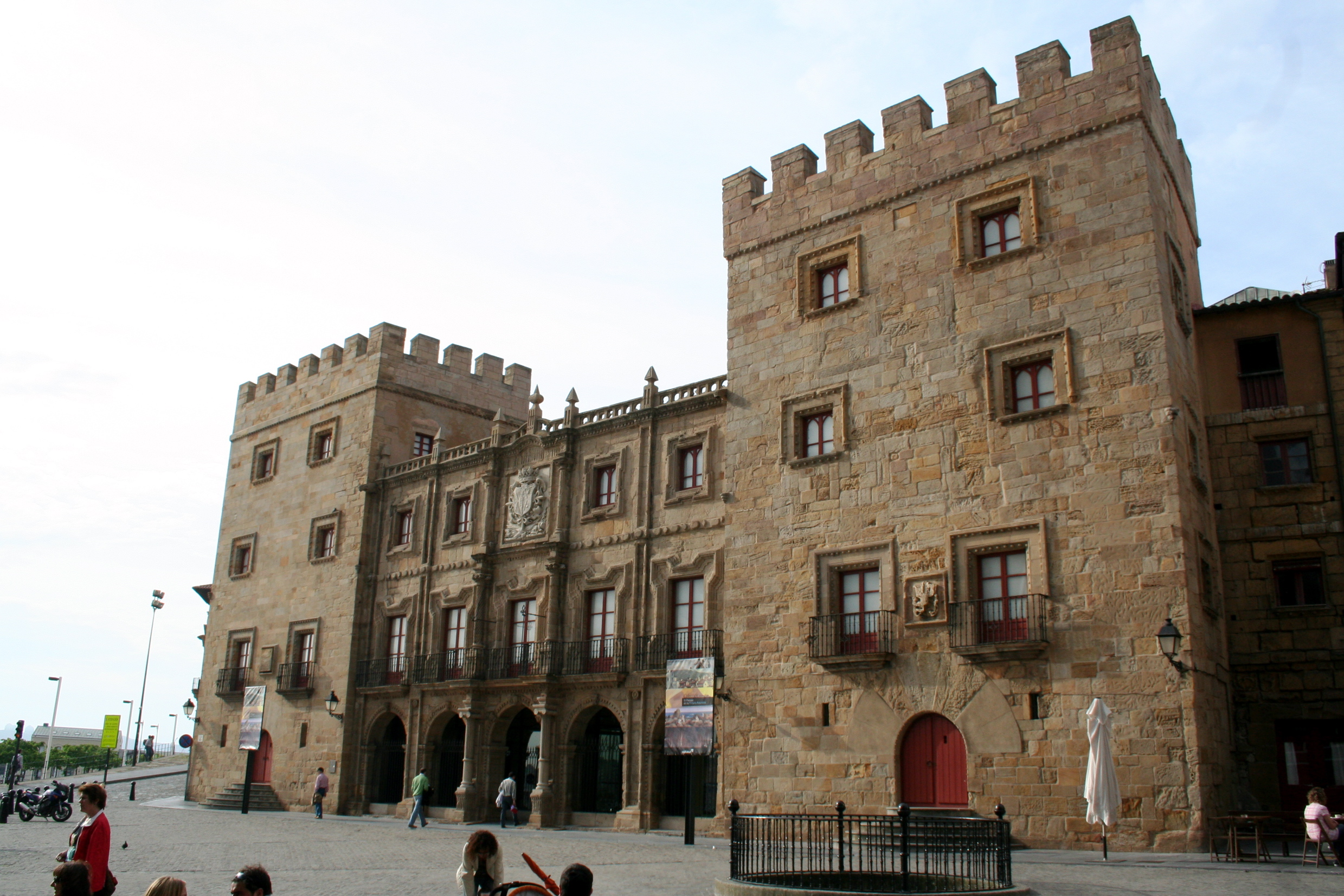
Fachada principal del palacio, en la plaza del Marqués.

El escudo heráldico de la fachada fue reconstruido por completo en 2004 tras una intensa investigación dirigida por el padre Patac. Este estudioso, tras el acuerdo con Cajastur investigó dentro de los catálogos de la Academia Asturiana de Heráldica y Genealogía y en el Archivo Histórico Nacional. Gracias también a una fotografía datada en 1860 en la que aparece el escudo se pudo crear una copia en arenisca.

## Colegiata de San Juan Bautista

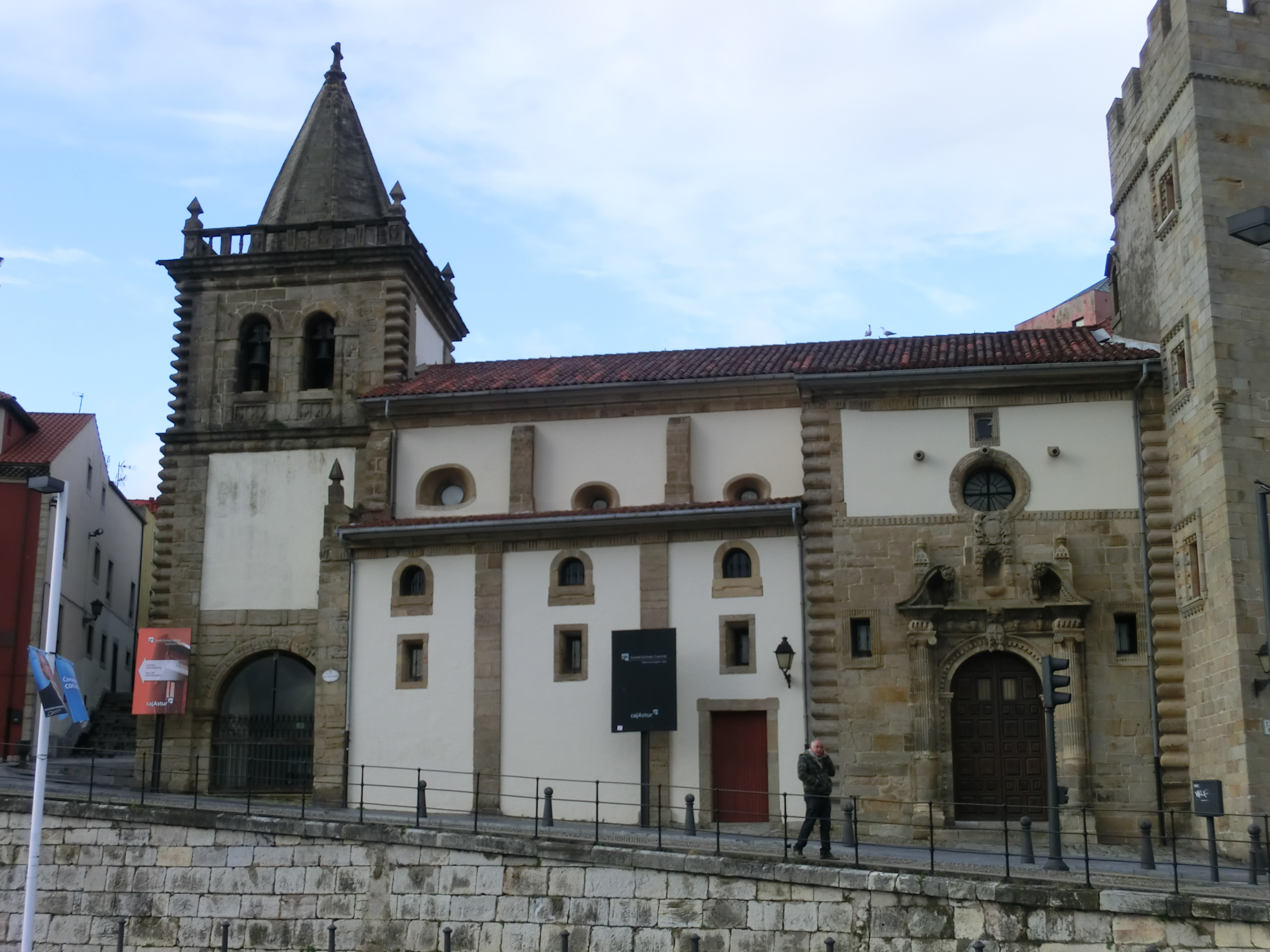
Exterior de la colegiata de San Juan Bautista, aneja al palacio.

La capilla contigua, con categoría de colegiata, se concluyó quince años más tarde que el palacio y está dedicada a San Juan Bautista. También de estilo barroco, sigue la misma ornamentación y diseño que el resto de las edificaciones. La financiación corrió a cargo del prior de la catedral de Oviedo Luis Ramírez de Valdés, tío del marqués. En la obra colaboró, además de Menéndez Camina, el arquitecto gijonés Pedro Muñiz Somonte, que realizó las cubiertas y la torre.
Arquitectónicamente se trata de un templo de tamaño medio pero de aspecto monumental. Tiene una planta basilical de tres naves, presentando las laterales tribunas para uso exclusivo de la familia del marqués, y una torre-campanario cuadrada a los pies, que además actúa como pórtico. El ábside de la colegiata se introduce en el conjunto palaciego y es de forma semicircular. La cubierta de la capilla combina las bóvedas de cañón con arcos fajones en las naves, con las de crucería en el crucero y presbiterio. En el exterior destaca la portada meridional que da acceso a uno de los brazos del crucero.